# Алан Пулідо
Алан Пулідо (ісп. Alan Pulido, нар. 8 березня 1991, Сьюдад-Вікторія) — мексиканський футболіст, нападник, фланговий півзахисник клубу «Спортінг» (Канзас-Сіті) та національної збірної Мексики.

## Клубна кар'єра
Народився 8 березня 1991 року в місті Сьюдад-Вікторія. Вихованець футбольної школи клубу «УАНЛ Тигрес».
У дорослому футболі дебютував 2008 року виступами за другу команду клубу «УАНЛ Тигрес», в якій провів один сезон, взявши участь у 13 матчах чемпіонату. 
До складу головної команди «УАНЛ Тигрес» почав залучатися 2009 року. Відіграв за монтеррейську команду понад 100 матчів у національному чемпіонаті.
2015 року перебрався до Греції, де спочатку став гравцем «Левадіакоса», а згодом перейшов до «Олімпіакоса», у складі якого став чемпіоном Греції 2015/16, провівши за переможний для команди сезон лише 8 ігор.
2016 року повернувся на батьківщину, уклавши контракт з «Гвадалахарою». В Апертурі чемпіонату Мексики сезону 2019 року став найкращим бомбардиром турніру.
На початку 2020 року був запрошений до клубу MLS «Спортінг» (Канзас-Сіті).

## Виступи за збірні
Протягом 2011–2012 років залучався до складу молодіжної збірної Мексики. На молодіжному рівні зіграв у 19 офіційних матчах, забив 9 голів.
2011 року був включений до заявки національної збірної Мексики на розіграш Кубка Америки 2011 року в Аргентині. Проте в іграх турніру на поле не виходив. Його дебют за головну команду країни відбувся лише на початку 2014 року, коли у товариській грі проти збірної Південної Кореї новачок команди відзначився відразу хет-триком, забивши три з чотирьох голів мексиканців.
У тому ж 2014 року їздив у складі збірної на тогорічний чемпіонат світу до Бразилії, де також залишався невикористаним запасним гравцем.
| Дата       | Місто        | Господарі | Результат | Гості                | Турнір           | Голи | Примітки |
| ---------- | ------------ | --------- | --------- | -------------------- | ---------------- | ---- | -------- |
| 29-1-2014  | Сан-Антоніо  | Мексика   | 4 – 0     | Південна Корея       | товариський матч | 3    |          |
| 5-3-2014   | Атланта      | Мексика   | 0 – 0     | Нігерія              | товариський матч | -    | 46'      |
| 2-4-2014   | Глендейл     | США       | 2 – 2     | Мексика              | товариський матч | 1    |          |
| 28-5-2014  | Мехіко       | Мексика   | 3 – 0     | Ізраїль              | товариський матч | -    | 72'      |
| 28-5-2014  | Чикаго       | Мексика   | 0 – 1     | Боснія і Герцеговина | товариський матч | -    | 58'      |
| 6-6-2014   | Фоксборо     | Мексика   | 0 – 1     | Португалія           | товариський матч | -    | 78'      |
| 9-10-2016  | Нашвілл      | Мексика   | 2 – 1     | Нова Зеландія        | товариський матч | -    | 66'      |
| 8-2-2017   | Вітні        | Мексика   | 1 – 0     | Ісландія             | товариський матч | 1    | 77'      |
| 2-7-2017   | Сіетл        | Мексика   | 2 – 1     | Парагвай             | товариський матч | -    | 61'      |
| 7-9-2018   | Лос-Анджелес | Мексика   | 1 – 4     | Уругвай              | товариський матч | -    | 46'      |
| 12-9-2018  | Нашвілл      | США       | 1 – 0     | Мексика              | товариський матч | -    | 74'      |
| 16-11-2018 | Кордова      | Аргентина | 2 – 0     | Мексика              | товариський матч | -    | 46'      |
| 21-11-2018 | Мендоса      | Аргентина | 2 – 0     | Мексика              | товариський матч | -    | 82'      |
| Усього     |              | Матчів    | 13        |                      | Голів            | 5    |          |

## Титули і досягнення
- Чемпіон Греції (1):

«Олімпіакос»: 2015-16
- Володар Кубка Мексики (1):

«Гвадалахара»: Клаусура 2017
- Переможець Ліги чемпіонів КОНКАКАФ (1):

«Гвадалахара»: 2018
Збірні
- Чемпіон КОНКАКАФ (U-20): 2011
- Срібний призер Золотого кубка КОНКАКАФ: 2021